# Fuji T-1
Fuji T-1 là một loại máy bay huấn luyện phản lực cận âm do Fuji Heavy Industries (nay là tập đoàn Subaru) thiết kế sản xuất, và được sử dụng bởi Lực lượng Phòng vệ Trên không Nhật Bản (JASDF). Tất cả những chiếc T-1 đã ngừng hoạt động và loại khỏi biên chế vào tháng 3 năm 2006. 

## Thiết kế và phát triển
Sau chiến tranh thế giới thứ hai, ngành công nghiệp chế tạo máy bay của Nhật Bản bị cấm nghiên cứu cũng như cấm tiêu hủy các vật liệu, thiết bị liên quan đến hàng không. Năm 1952, lệnh cấm được dỡ bỏ một phần, giúp cho nước này có thể phát triển máy bay phản lực nội địa. Mùa xuân năm 1954, Cơ quan Quốc phòng đề xuất kế hoạch phát triển máy bay huấn luyện phản lực, sau này dẫn đến sự phát triển của Fuji T-1.
T-1 là máy bay phản lực đầu tiên được thiết kế trong nước Nhật, máy bay phản lực đầu tiên được sản xuất hàng loạt và là máy bay đầu tiên áp dụng kiểu cánh nghiêng về phía sau. Quá trình phát triển động cơ nội địa cho T-1 đã không kịp hoàn thành, vì vậy phiên bản T-1A đành phải trang bị động cơ tuốc bin phản lực luồng Bristol Siddeley Orpheus do Anh thiết kế, chuyến bay đầu tiên diễn ra ngày 17 tháng 5 năm 1960. T-1B trang bị động cơ Ishikawajima-Harima J3, có 20 chiếc phiên bản này được sản xuất từ tháng 6 năm 1962 đến tháng 6 năm 1963. Fuji là công ty kế thừa từ Công ty Máy bay Nakajima (nổi tiếng với việc chế tạo Nakajima Ki-43 và Nakajima Ki-84 trong Thế chiến 2). Máy bay đầu tiên do Fuji thiết kế cũng chính là T-1.
Hơn 200 chiếc T-1 được sản xuất, nhưng sau đó với sự ra đời của máy bay chiến đấu tốc độ siêu thanh Lockheed F-104J/DJ khiến T-1 không đủ khả năng huấn luyện nâng cao cho các phi công thực tập. Ngoài ra, thời điểm đó JASDF còn sở hữu số lượng lớn Lockheed T-33A cũng đảm nhận vai trò huấn luyện tương tự, vì vậy chỉ có 66 chiếc T-1 được chính thức giới thiệu.
T-1 đã ngừng hoạt động toàn bộ vào ngày 3 tháng 3 năm 2006 và thay thế bằng máy bay huấn luyện nâng cao Kawasaki T-4. 

## Biến thể

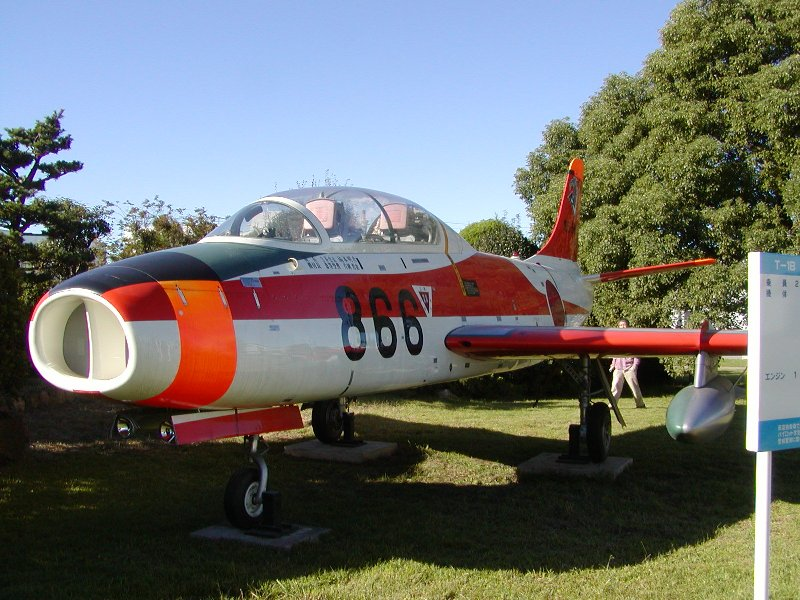
Fuji T-1 được trưng bày tại Căn cứ Không quân Komaki

Dữ liệu từ: Simpson 2001, tr. 246
T1F1
Một nguyên mẫu được chế tạo, trang bị động cơ Nippon J3.
T1F2
Hai nguyên mẫu được chế tạo, trang bị động cơ Bristol BOr.1 Orpheus cung cấp lực đẩy 11.800 N (2.645 lbf).
T1F3
Tên định danh ban đầu của phiên bản sản xuất T-1A, trang bị động cơ Bristol BOr.4 Orpheus lực đẩy 11.765,55 N (2.645 lbf).
T-1A
Tên định danh ban đầu là T1F3. Sử dụng động cơ Bristol Siddeley Orpheus Mk 805 với lực đẩy 17,79 kN (4.000 lbf). Phiên bản này có 46 chiếc được sản xuất.
T-1B
Sử dụng động cơ Ishikawajima-Harima J3-IHI-3 với lực đẩy 11,77 kN (2.645 lbf). Phiên bản này có 20 chiếc được sản xuất.
T-1C
Sử dụng động cơ Ishikawajima-Harima J3-IHI-7 lực đẩy 13,72 kN (3.085 lbf).

## Quốc gia sử dụng
Nhật Bản
- Lực lượng Phòng vệ Trên không Nhật Bản

## Trưng bày

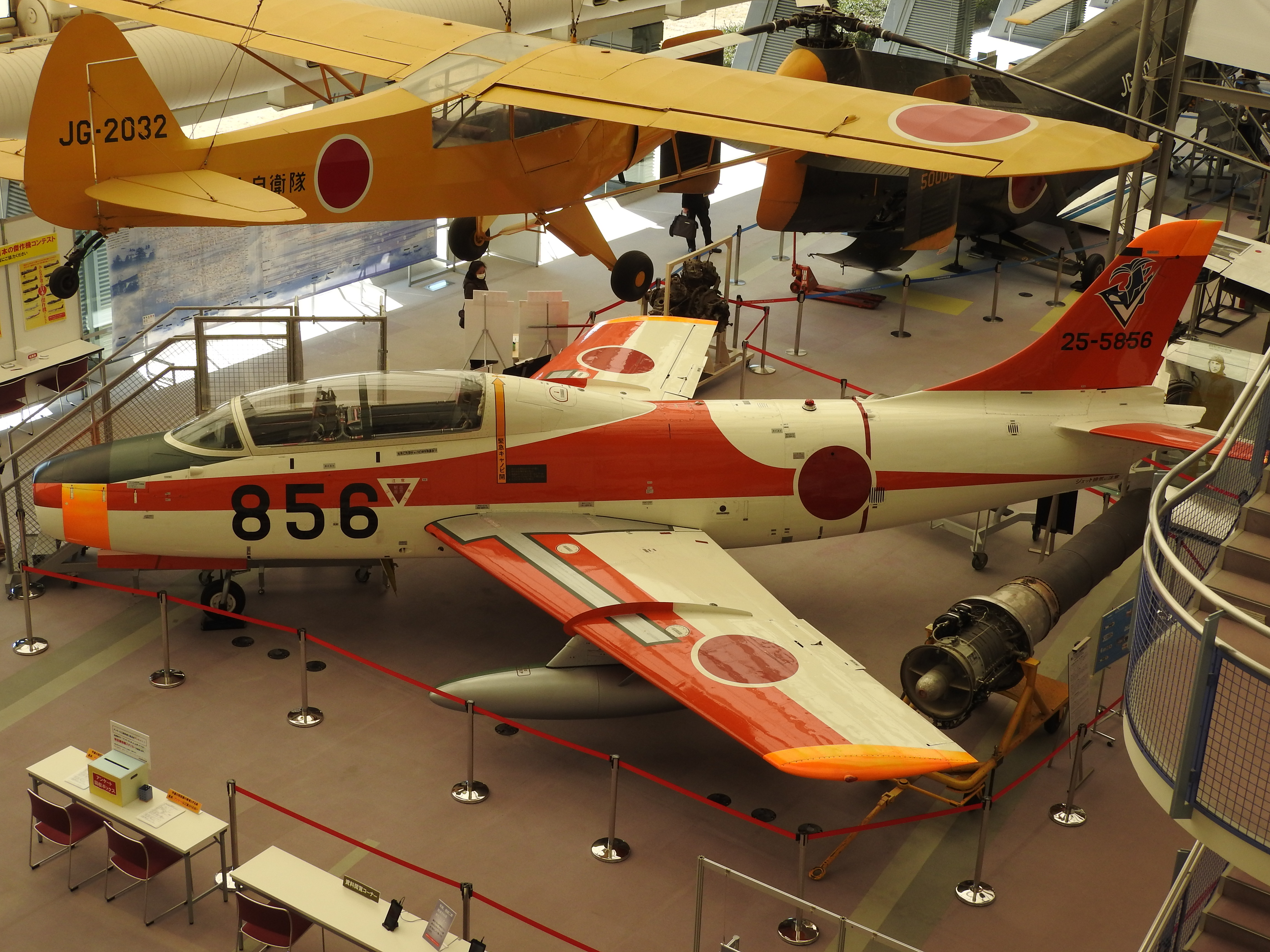
Fuji T-1 mang số hiệu 25-5856 tại Bảo tàng Hàng không Tokorozawa

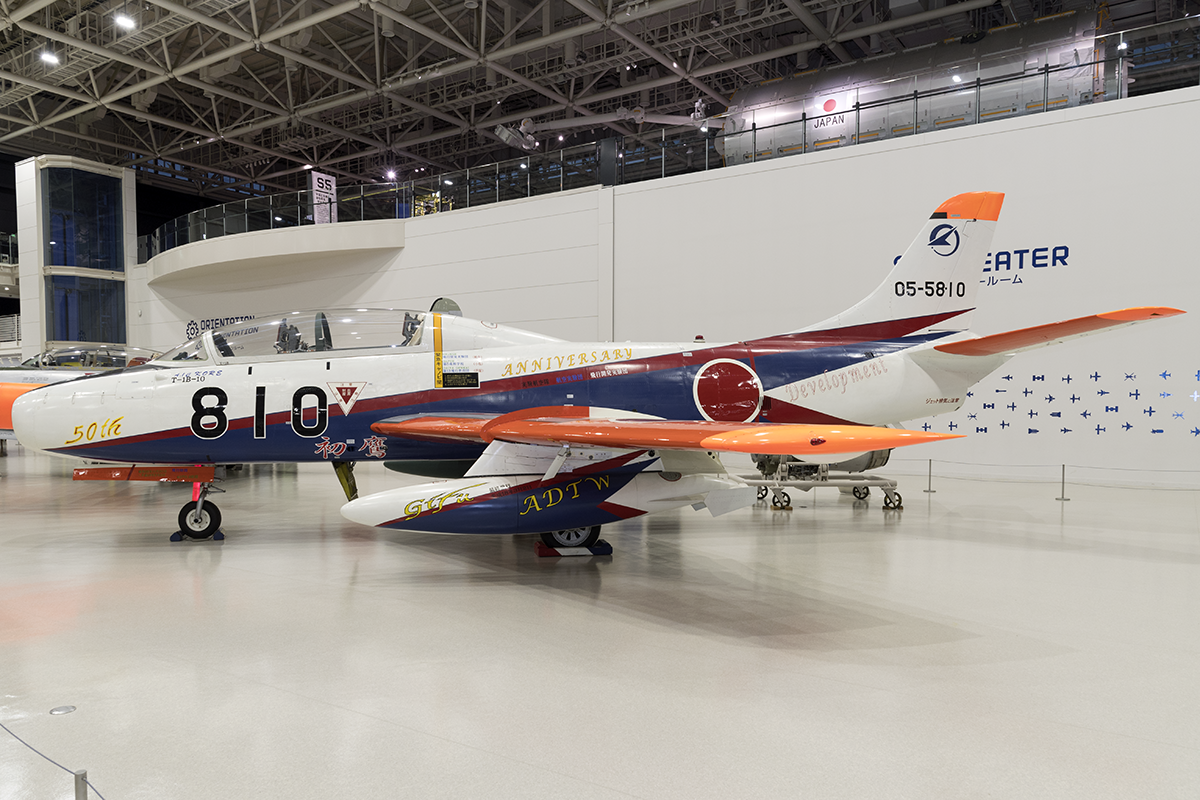
Fuji T-1B mang số hiệu 05-5810 của AD&TW tại Bảo tàng Hàng không Vũ trụ Gifu- Kakamigahara.

- T-1B số hiệu 25-5856 được trưng bày tại Bảo tàng Hàng không Tokorozawa, Saitama.
- T-1B số hiệu 35-5870 được trưng bày tại Vườn Saitama Subaru Sakitama, Gyōda, Saitama.[8]
- T-1B số hiệu 05-5810 được trưng bày tại Bảo tàng Hàng không Vũ trụ Kakamigahara.

## Thông số kỹ thuật (T-1A)
Dữ liệu lấy từ Jane's All The World's Aircraft 1965–1966

### Đặc điểm tổng quát
- Kíp lái: 2 người
- Chiều dài: 12,12 m (39 ft 9 in)
- Sải cánh: 10,50 m (34 ft 5 in)
- Chiều cao: 4,08 m (13 ft 5 in)
- Diện tích cánh: 22,22 m2 (239,2 ft2)
- Trọng lượng không tải: 2.420 kg (5.335 lb)
- Trọng lượng có tải: 4.150 kg (9.149 lb)
- Trọng lượng cất cánh tối đa: 5.000 kg (11.023 lb)
- Sức chứa nhiên liệu: 1.400 lít
- Động cơ: 1 × động cơ tuốc bin phản lực luồng Bristol Siddeley Orpheus Mk 805, cung cấp lực đẩy 18 kN (4,000 lbf)

### Hiệu suất bay
- Vận tốc tối đa: 925 km/h (575 dặm/giờ; 499 hải lý) ở độ cao 6.100 m (20.000 ft)
- Vận tốc bay hành trình: 620 km/h (390 dặm/giờ, 330 hải lý) ở độ cao 9.150 m (30.000 ft)
- Tầm bay: 1.300 km (810 dặm, 700 hải lý)
- Trần bay: 14.400 m (47.200 ft)[10]
- Vận tốc tăng độ cao: 33 m/giây (6.500 ft/phút)
- Lực đẩy/trọng lượng: 0,43

### Trang bị vũ khí
- Súng: 1 × súng máy Browning M53-2 12,7 mm
- Giá treo: 2 giá treo dùng để gắn:
  - Tên lửa: 2 × tên lửa không đối không AIM-9 Sidewinder
  - Bom: 2 × bom 340 kg (750 lb)
  - Khác: 2 × thùng nhiên liệu phụ bên ngoài, mỗi thùng có thể tích 455 lít